# Union des femmes luxembourgeoises
 (janvier 2021).
La mise en forme du texte ne suit pas les recommandations de Wikipédia : il faut le « wikifier ».
Les points d'amélioration suivants sont les cas les plus fréquents :
- Les titres sont pré-formatés par le logiciel. Ils ne sont ni en capitales, ni en gras.
- Le texte ne doit pas être écrit en capitales (les noms de famille non plus), ni en gras, ni en italique, ni en « petit »…
- Le gras n'est utilisé que pour surligner le titre de l'article dans l'introduction, une seule fois.
- L'italique est rarement utilisé : mots en langue étrangère, titres d'œuvres, noms de bateaux, etc.
- Les citations ne sont pas en italique mais en corps de texte normal. Elles sont entourées par des guillemets français : « et ».
- Les listes à puces sont à éviter, des paragraphes rédigés étant largement préférés. Les tableaux sont à réserver à la présentation de données structurées (résultats, etc.).
- Les appels de note de bas de page (petits chiffres en exposant, introduits par l'outil «  Source ») sont à placer entre la fin de phrase et le point final[comme ça].
- Les liens internes (vers d'autres articles de Wikipédia) sont à choisir avec parcimonie. Créez des liens vers des articles approfondissant le sujet. Les termes génériques sans rapport avec le sujet sont à éviter, ainsi que les répétitions de liens vers un même terme.
- Les liens externes sont à placer uniquement dans une section « Liens externes », à la fin de l'article. Ces liens sont à choisir avec parcimonie suivant les règles définies. Si un lien sert de source à l'article, son insertion dans le texte est à faire par les notes de bas de page.
- La présentation des références doit suivre les conventions bibliographiques. Il est recommandé d'utiliser les modèles {{Ouvrage}}, {{Chapitre}}, {{Article}}, {{Lien web}} et/ou {{Bibliographie}}. Le mode d'édition visuel peut mettre en forme automatiquement les références.
- Insérer une infobox (cadre d'informations à droite) n'est pas obligatoire pour parachever la mise en page.

Pour une aide détaillée, merci de consulter Aide:Wikification.
Si vous pensez que ces points ont été résolus, vous pouvez retirer ce bandeau et améliorer la mise en forme d'un autre article.
 (janvier 2021).
L'Union des Femmes Luxembourgeoises (UFL) est une association à but non lucratif qui apparut à la suite de la libération du Luxembourg pendant la Seconde Guerre mondiale.

## Histoire
L'association est née le 25 février 1945 sous l'impulsion du Parti communiste luxembourgeois (KPL), date à laquelle eut lieu la première réunion du comité provisoire constitué de Catherine Balter, Bernard-Lemmer, Fritz Schneider et de Claire Urbany-Feltgen qui deviendra présidente de l'Union,,.
L'Union, constituée de femmes revenues des camps de concentration ou d'un exil, suivait plusieurs buts. Elle cherchait à améliorer le statut de la femme dans la société, à combattre pour la paix ou encore luttait pour une justice sociale,.  
Membre du Conseil National des Femmes du Luxembourg, l'U.F.L est aussi affilié à une organisation internationale féminine créée en 1945 : la Fédération démocratique internationale des femmes (FDIF). Comme l'U.F.L, cette organisation mondiale œuvre pour la paix mondiale et une amélioration du statut de la femme.

## Actions
L'U.F.L a participé au long de son existence à de nombreuses actions sociales au Luxembourg. Ainsi, l'Union qui s'est opposée à la guerre du Vietnam, a entrepris d'aider les blessées et les familles vietnamiennes à travers des bazars de solidarité. Le premier «  Vietnam-Basar » a eu lieu le 3 avril 1971 et a permis de récolter de l'argent qui allait être affecté à la construction d'un centre médical pour la protection de femmes et enfants à Hanoi.  Cette action fait partie des centaines d'actions de solidarité pour l'étranger qu'a entrepris l'Union au cours de son histoire.
Au-delà de son action sociale pour l'étranger, l'Union a également participé à la défense des droits des femmes luxembourgeoises comme lorsqu'en 1983 avec d'autres associations de femmes et sous le slogan « Rechent mat de Fraen! – Neen zur Austeritéit! » (Comptez sur les femmes – Non à l'austérité) elle exigea un salaire équitable pour les femmes qui accomplissent le même travail que les hommes ou encore un nombre suffisant de garderies.

## Personnalités liées
- Yvonne Hostert épouse Useldinger (1921-2009), femme politique luxembourgeoise et résistante au nazisme. Elle est l'une des cofondatrices de l'association féminine UFL en 1945, qu'elle présidera plus tard[7].